# Акрон (Колорадо)
Акрон (енгл. Akron) град је у америчкој савезној држави Колорадо.

## Демографија
По попису из 2010. године број становника је 1.702, што је 9 (-0,5%) становника мање него 2000. године.
| Група             | 2000.         | 2010.         |
| Белци             | 1.488 (87,0%) | 1.492 (87,7%) |
| Афроамериканци    | 2 (0,1%)      | 25 (1,5%)     |
| Азијати           | 2 (0,1%)      | 3 (0,2%)      |
| Хиспаноамериканци | 201 (11,7%)   | 163 (9,6%)    |
| Укупно            | 1.711         | 1.702         |